# Johannedal
Johannedal is een plaats in de gemeente Sundsvall in het landschap Medelpad en de provincie Västernorrlands län in Zweden. De plaats heeft 2592 inwoners (2005) en een oppervlakte van 192 hectare. De plaats ligt aan de Alnösundet, de zeestraat tussen het eiland Alnön en het vasteland. In de buurt van de plaats ligt de brug, die dit eiland met het vasteland verbindt.